# USS 메리맥 (1855년)
메리맥호는 남북전쟁 당시 원래는 북부 연방의 증기 프리깃 함이었으나 남부 연합 쪽에서 인양해 철갑선으로 개량한 전함이다.
남군은 노퍽 해군기지에서 북군의 메리맥호를 인양시켜 상부 갑판 철제를 새로 덮어 버지니아호로 새로 이름 붙이고 80.2m의 갑판을 임시 수리했다. 그리고 프랭클린 뷰캐넌 선장의 지휘 아래 1862년 3월 8일 버지니아주 뉴포트뉴스 앞바다에서 북군의 목제 전함 3척을 격침 및 좌초시켰다.
그러나 다음날인 3월 9일 북군의 모니터호와 벌어진 모니터와 메리맥 해전에서 패배해 물러났고 1862년 5월 9일 버지니아호는 선원들에 의해 부숴졌다.